# Markgrafschaft Nomeny
Die Markgrafschaft Nomeny war ein 1567 zur Markgrafschaft erhobenes Territorium des Heiligen Römischen Reiches in Lothringen. 1766 wurde Nomeny mit dem gesamten Herzogtum Lothringen französisch.

## Geschichte
Erstmals 609 urkundlich erwähnt, gehörte der Ort Nomeny lange Zeit dem Hochstift Metz. Die Bischöfe von Metz, die zeitweise in Nomeny residierten, befestigten den Ort und residierten dort auch zeitweise. Im Jahr 1548 geriet Nomeny in den Besitz von Nicolas de Lorraine, duc de Mercœur. 1558 wurde sein Sohn Philippe-Emmanuel in Nomeny geboren. Er führte seit 1567 den von Kaiser Maximilian II. verliehenen Titel Markgraf (Marquis) von Nomeny. Françoise de Lorraine-Mercœur, Tochter Philippe-Emmanuels, verkaufte 1612 die Markgrafschaft von Nomeny an ihren Vetter, Herzog Heinrich II. von Lothringen. Die Witwe Heinrichs II., Herzogin Margarita Gonzaga, lebte 1624–1629 in Nomeny. 1632 litt Nomeny stark unter der Pest und den Unruhen des Dreißigjährigen Krieges. Richelieu ließ die Türme der Stadtmauern einreißen. 40 Jahre später befahl Ludwig XIV. die Schleifung der Festungsanlagen und des Schlosses von Nomeny.
Im Jahre 1735 musste der damalige Herzog von Lothringen Franz (III.) zugunsten des gestürzten polnischen Königs Stanislaus I. Leszczyński auf Lothringen und damit u. a. auch auf Nomeny verzichten, andernfalls wäre ihm von Frankreich die Hochzeit mit der Habsburgerin Maria Theresia verweigert worden. Franz erhielt das Recht, weiterhin als Reichsstand im Namen von Nomeny zu fungieren. Mit dem Tod Leszczyńskis 1766 wurde Nomeny – wie das gesamte Herzogtum Lothringen – französisch.